# Пыщуг (приток Ветлуги)
Пыщуг — река в Пыщугском районе Костромской области России, правый приток Ветлуги. Длина реки составляет 96 км, площадь водосборного бассейна — 726 км².
Исток реки расположен в болотах на границе Пыщугского и Межевского района Костромской области близ границы с Вологодской областью в 39 км к северо-западу от Пыщуга. Неподалёку от истока Пыщуга находятся истоки притоков Куданги (приток реки Юг), здесь проходит водораздел бассейнов Волги и Северной Двины. Генеральное направление течения юго-восток, русло крайне извилистое. Большая часть течения проходит по заболоченному лесному массиву, в среднем течении близ реки находятся несколько деревень Пыщугского района, крупнейшая из них — Носково, центр Носковского сельского поселения. В нижнем течении протекает по восточным окраинам посёлка Пыщуг. Впадает в Ветлугу 9 километрами южнее Пыщуга. Высота устья — 108 м над уровнем моря.

## Притоки (км от устья)
- 15 км: река Хлыж (пр)
- река Чаща (лв)
- 49 км: река Горевая (лв)
- 51 км: река Большой Ингерь (пр)
- река Кобыляха (пр)
- 74 км: река Пахомовский Пыщуг (лв)
- 87 км: река Добряна (пр)

## Данные водного реестра
По данным государственного водного реестра России относится к Верхневолжскому бассейновому округу, водохозяйственный участок реки — Ветлуга от истока до города Ветлуга, речной подбассейн реки — Волга от впадения Оки до Куйбышевского водохранилища (без бассейна Суры). Речной бассейн реки — (Верхняя) Волга до Куйбышевского водохранилища (без бассейна Оки).
Код объекта в государственном водном реестре — 08010400112110000041523.